# NGC 5755
NGC 5755 este o interacțiune de galaxii situată în constelația Boarul. A fost descoperită în 1 aprilie 1878 de către Lawrence Parsons. Se află la o distanță de 130,8 de megaparseci de Pământ.